# Tapeinosperma poueboense
Tapeinosperma poueboense är en viveväxtart som beskrevs av Maurice Schmid. Tapeinosperma poueboense ingår i släktet Tapeinosperma och familjen viveväxter. Inga underarter finns listade i Catalogue of Life.